# Slam

Slam a Stuttgart, Abril 2015.

Els conceptes de slam poetry o slam es refereixen a l'escenificació de poesia realitzada pel mateix autor d’un text davant del públic. La unió del text amb la seva presentació artística caracteritzen aquest nou gènere literari; també la llicència del públic per a reaccionar espontàniament i transmetre a l'artista si s'està comunicant de manera efectiva. Habitualment, l'slam s'emmarca en contextos competitius, en els quals el públic decideix quin dels participants ha fet la posada en escena més aconseguida. L'element interactiu és cabdal per al gènere perquè permet establir una sensació de comunitat entre l'emissor i els receptors del missatge: el públic hi esdevé un soci de l'artista.

## Història
L'slam ha revifat la tradició oral de la lírica tot afegint-hi la dimensió performativa. El seu estil, marcat per l'aire musical i el vers lliure, parteix de les contribucions de la generació Beat, dintre de la qual s'inclouen poetes com Jack Kerouac o Allen Ginsberg.
Es considera Marc K. Smith, poeta originari de Chicago amb el sobrenom “slampapi”, com un dels primers impulsors del gènere dintre dels Estats Units. Entre els anys 1984 i 1986, l'autor participava en les posades en comú de poesia obertes al públic que tenien lloc en un local de la ciutat de Chicago, anomenat Get Me High Jazz Club. Smith era del parer que la poesia tradicional presentava formes massa estructurades i rígides, les quals es podien desafiar per mitjà de l’slam. Després de l'èxit de les nits de poesia al Get Me High Jazz Club, l'any 1986, les actuacions van passar a dur-se a terme al Green Mill Jazz Club, també a la mateixa ciutat. En aquests locals, s’hi creà el col·lectiu Chicago Poetry Ensemble, els poetes del qual encunyaren el terme slam poetry en la seva configuració performativa i competitiva. Smith també va organitzar el primer certamen a nivell nacional d'slam poetry l’any 1990 a la ciutat de San Francisco.
L'èxit del gènere fora dels Estats Units es deu al poeta Michael Brown. L'artista contactà amb el poeta suec Erkki Lappalainen per tal d'organitzar una competició internacional. Tot i que aquesta no es va dur mai a terme, el concepte de slam va escampar-se per Europa, sobretot en països com Suècia, el Regne Unit o Alemanya. No va ser, però, fins a l'any 2002 que tingué lloc la primera trobada internacional de slammers. Roma Poesia, l'any 2002, va acollir artistes de l'Estat espanyol, França, Rússia, Alemanya, el Regne Unit, Itàlia i els Estats Units, que hi participaren en la seva llengua materna mentre es projectaven en una pantalla les traduccions dels texts.
Actualment, l’slam poetry gaudeix de comunitats ben establertes als Estats Units, França i Alemanya tot i que va creixent amb força en altres països. A més, a causa de la juxtaposició del text amb la seva escenificació, l'slam es considera un nou gènere literari avui dia.

## Gènere
Autors com Susan B.A Somers-Willett consideren que relegar l'slam a la tradició oral de la lírica no fa justícia a la seva part performativa ni a la rellevància de la identitat de l'autor en les seves creacions. Per tot això, podem parlar d'un nou gènere literari. Aquest gènere es caracteritza, a part del text en forma de poema, per la importància que es dona als moviments de l'artista, al seu aspecte físic i a la dicció perquè aquests multipliquen les capes de significat de l'escenificació. La gesticulació, el dialecte i l'aparença de l'autor contribueixen a l'afecte que les paraules generen en el públic, amb qui s'estableix una connexió personal, a diferència del lector de poesia. Una de les normes cabdals del gènere és que qui llegeix els texts a sobre d'un escenari n’ha de ser l'autor.
A nivell formal, podem trobar elements que convergeixen tot i que no han de ser presents a l’slam per poder-lo considerar com a tal. Entre aquests components hi ha: un ritme regular, la repetició mètrica i l'ús de la tornada, a través dels quals es deixa entreveure la influència del hip-hop.
Pel que fa a les temàtiques, l’slam és una “declaració de la identitat” que reflecteix les complexitats culturals i polítiques del subjecte. El respecte a la democràcia, la defensa de la igualtat i la reivindicació de la diversitat són primordials en aquests texts; el seu caràcter crític amb l’statu quo espera dosis de tolerància i cert liberalisme entre el públic. A continuació es desenvoluparan els motius més recurrents.

## Temàtiques
El reconeixement de l'autoria del text per part del públic, en pujar l'slammer a l'escenari, situa la identitat en primer pla. Als Estats Units, les tensions racials (“For Darkskin Niggas (after Hanif Abdurraqib)” de Kofi Dadzie) i la racialització de col·lectius (“Light-Skinned Latinas” de Paolina Acuna-Gonzales, Trisha Herrera i Juju Nieto), les desigualtats de gènere (“Pocket-Sized Feminism” de Blythe Baird), la crítica als estàndards occidentals de bellesa (“When the Fat Girl Stays Fat” de Rachel Wiley) o l'estigmatització de les malalties mentals (“Ode to the Public Panic Attack” d’Andrea Gibson) són motius ben recurrents.

## Normes
L'slam poetry es caracteritza pel seu caire participatiu, democràtic i, normalment, competitiu. Tot i que les normes poden variar segons el lloc o l'actuació, les escenificacions solen regir-se per certs principis bàsics:
- Només es pot pujar a l'escenari amb un text propi.
- L'escenificació ha de tenir una durada màxima de tres minuts.
- No es permeten les disfresses ni cap altre utillatge teatral.
- Si hi ha puntuacions, aquestes van del 0 al 10 amb un decimal per evitar empats.
- Si hi ha jurat, cadascun dels cinc membres habituals posa una nota. Per al càlcul de la puntuació final, es descarten la nota més alta i la més baixa, i se sumen les tres que queden entremig. Es pot donar un màxim de 30 punts per participant.
- El públic interactua donant suport o mostrant disconformitat mitjançant aplaudiments, xiulades, comentaris espontanis, etc.
- Els premis atorgats als guanyadors són modestos: possibilitat de prendre part en campionats superiors, diplomes de participació, una quantitat simbòlica de diners, etc.

## Recepció de la crítica
Malgrat que crítics literaris com el mateix Harold Bloom han expressat que l'slam implica “la mort de l’art”, el gènere ha anat guanyant més repercussió acadèmica amb el pas del temps. Julia Novak (Universitat de Viena) argumenta que la causa del poc renom de tals composicions es deu al seu caràcter oral. Novak s'ha compromès a proporcionar mètodes d'anàlisi per a les escenificacions de l'slam.
Altres crítics dedicats al gènere són, dintre del context dels Estats Units, Noel Urayoán, Susan B.A. Somers-Willett, Bronwen Low o Camea Davis. Pel que fa al marc de parla alemanya, s'hi troben figures com Sabine Samonig, Petra Anders o Stefanie Westermayr. Cal destacar també la labor de Diana Cullell en l’anàlisi del gènere a l’Estat espanyol.

## Slam poetry a la ciutat de Barcelona
El Centre de Cultura Contemporània de Barcelona (CCCB) organitza mensualment un campionat d'slam poetry des de l’any 2010. El seu format també és competitiu; diferents artistes pugen a l'escenari, entre els quals només hi haurà un guanyador que serà escollit pels cinc membres del jurat, que és, alhora, elegit a l'atzar pel públic. Cada slammer té exclusivament 3 minuts per dur a terme la seva escenificació, la qual també ha de ser de creació pròpia. La participació és oberta tot i que s’ha d'enviar un missatge als organitzadors per mitjà de la seva pàgina de Facebook. Els textos poden ser llegits en qualsevol idioma i no es permet l'utillatge teatral. Per a cada temporada, hi ha exclusivament un guanyador que gaudirà de difusió a les xarxes socials de l'organització.
PoENtry Slam és una organització paral·lela que aposta pels texts en llengua anglesa i té lloc al local Tinta Roja del Poble-Sec, a la ciutat de Barcelona. Deu poetes són puntuats per cinc membres del jurat, escollits per la resta del públic. Les actuacions comparteixen el límit de tres minuts.